# Reverend
Der Familienname Reverend stammt aus der Normandie in Frankreich.

## Herkunft
Der Name tritt urkundlich im 12. Jahrhundert als Reverend und le Reverend in Paris, Flandern und in der Provinz Calvados auf. Die Familie kaufte die Seigneurie Bougy und nannte sich ab dann „le Reverend de Bougy“. Spätere Linien hießen „le Reverend de Mesnil“, (de) Mesnil und (de) Bougy (auch Bogie, Bougi, Bougie, Bouget, Bougé oder Bougis geschrieben).

## Bekannte Träger des Familiennamens le Reverend de Bougy
- Marquis Jean le Reverend de Bougy Jean de Bougy (1617–1658), Generalleutnant unter Louis XIV.
- Claude Reverend gründete im Jahre 1666 die Porzellanmanufaktur Manufacture Saint-Cloud in Saint-Cloud bei Paris.
- Persönlichkeiten mit der Schreibweise Bougie resp. Bougy siehe unter Bougie und Bougy